# Pan Yufei
Pour les articles homonymes, voir Pan (homonymie).
Dans ce nom chinois, le nom de famille, Pan, précède le nom personnel.
Pan Yufei, né en 2000 à Canton, est un grimpeur chinois.

## Biographie
Pan Yufei remporte aux Championnats d'Asie 2016 à Duyun la médaille d'argent en difficulté. Aux Championnats d'Asie 2018 à Kurayoshi, il est médaillé de bronze en bloc et en combiné. Il se qualifie pour les Jeux olympiques de Tokyo.

## Palmarès

### Championnats d'Asie
- 2018 à Kurayoshi,  Japon
  -  Médaille de bronze en bloc
  -  Médaille de bronze en combiné
- 2016 à Duyun,  Chine
  -  Médaille d'argent en difficulté